# Drapeau des Pays de la Loire
Le drapeau des Pays de la Loire est constitué d'un regroupement des blasons des différents départements qui compose la région des Pays de la Loire. Il n'est pas utilisé de manière officielle par la région, qui utilise un logotype. En 2010, il a été utilisé sur la pièce de série de 10 euros des régions.
Le drapeau regroupe les symboles des anciennes provinces de l'Anjou, de la Bretagne (Pays nantais) et de la Vendée.

## Composition
Le drapeau se compose d'une « partie d'azur semé de fleurs de lys d'or à la bordure de gueules chargée en franc-canton d'un lion d'argent » rappelant le blason de l'Anjou et de la Sarthe, ainsi que de la Mayenne, « d'hermine plain à la bordure ondée d'azur » pour le blason de la Loire-Atlantique et de la Mayenne ainsi que « sur le tout en abime, un double-cœur vendéen de gueules » pour le blason de la Vendée.

Blason de l'Anjou
Blason du Maine et de la Sarthe
Blason de la Mayenne
Blason de la Loire-Atlantique
Blason de la Vendée